# HD 34868
HD 34868 är en ensam stjärna i den norra delen av stjärnbilden Duvan. Den har en  skenbar magnitud av ca 5,97 och är mycket svagt synlig för blotta ögat där ljusföroreningar ej förekommer. Baserat på parallax enligt Gaia Data Release 2 på ca 7,9 mas, beräknas den befinna sig på ett avstånd på ca 410 ljusår (ca 126 parsek) från solen. Den rör sig bort från solen med en heliocentrisk radialhastighet på ca 18 km/s.

## Egenskaper
HD 34868 är en vit till blå stjärna i huvudserien av spektralklass A0 V. som, enligt någon källa, ges spektralklass A1 IV och därmed klassificeras som en underjätte. Den har en massa som är ca 2,7 solmassor, en radie som är ca 3 solradier och har ca 82 gånger solens utstrålning av energi från dess fotosfär vid en effektiv temperatur av ca 9 900 K.